# Cyphon putonii
Cyphon putonii là một loài bọ cánh cứng trong họ Scirtidae. Loài này được Brisout de Barneville miêu tả khoa học năm 1863.